# Franceska Mann
Franciszka Manheimer-Rosenberg (Varsóvia, 4 de fevereiro de 1917 - Auschwitz-Birkenau, 23 de outubro de 1943), mais conhecida como Franceska Mann, foi uma bailarina judaica polonesa que teria matado um guarda nazista enquanto prisioneira no campo de concentração de Auschwitz, Josef Shillinger, e ferido dois outros, Walter Quakernack e de ter iniciando uma revolta entre as prisioneiras judias antes que ela fosse morta, presumivelmente por tiros. Na versão mais popular do evento, diz-se que Mann realizou um strip-tease para membros do regime nazista e, usando apenas salto-alto, pegou um de seus sapatos e esfaqueou um oficial no rosto com o salto, fazendo com que ele largasse a arma de fogo, que ela usou para atirar em outros dois oficiais. Shillinger finalmente morreu de suas feridas várias horas depois, enquanto Emmerich ficou mancando permanentemente e Quakernak foi condenado à morte por enforcamento após o fim do regime nazista. 

## Vida
Franciszka Mann era uma jovem dançarina que residia em Varsóvia antes da Segunda Guerra Mundial. Ela estudou dança na escola de dança de Irena Prusicka. Seus amigos na época incluíam Wiera Gran e Stefania Grodzieńska. Em 1939, ela foi colocada em 4º lugar durante a competição internacional de dança em Bruxelas, entre 125 outros jovens bailarinas. Ela foi considerada uma das dançarinas mais bonitas e promissoras de sua geração na Polônia tanto no repertório clássico quanto no moderno. 
No início da Segunda Guerra Mundial, ela atuou na boate Melody Palace em Varsóvia. Ela era prisioneira no gueto de Varsóvia. Em várias publicações, ela é mencionada como colaboradora alemã. O nome dela está associado ao " caso Hotel Polski". 
Ela é mencionada na conta de testemunha ocular de Filip Mueller, Eyewitness Auschwitz, bem como na conta de Jerzey Tabau, um ex-prisioneiro de Birkenau. O relatório de Tabau foi apresentado ao Tribunal Militar Internacional de Nuremberg como Documento L-022. 
Em 23 de outubro de 1943, um transporte de cerca de 1.700 judeus poloneses chegou em trens de passageiros ao campo de extermínio de Auschwitz-Birkenau, apesar de terem sido informados de que estavam sendo levados para um campo de transferência chamado Bergau, perto de Dresden, de onde continuariam para a Suíça para ser trocado por prisioneiros de guerra alemães. Um dos passageiros foi Franceska Mann. Ela provavelmente havia obtido o passaporte estrangeiro no Hotel Polski, no lado ariano. Em julho de 1943, os alemães prenderam os 600 habitantes judeus do hotel e alguns deles foram enviados para Bergen-Belsen como judeus de troca. Outros foram enviados para Vittel na França para aguardar a transferência para a América do Sul. 
Segundo algumas versões, os recém-chegados não foram registrados, mas foram informados de que precisavam ser desinfetados antes de cruzar a fronteira para a Suíça. Eles foram levados para a sala de despir-se ao lado da câmara de gás e receberam ordem de se despir. Outras versões da história mencionam os eventos que se seguem na rampa de seleção ou na área de trabalho do campo. Independentemente da localização, o que se confirma é que ela feriu fatalmente o oficial de chamada Josef Schillinger, usando uma pistola (muitos relatos dizem ser dele) e disparou dois tiros, ferindo-o no estômago. Então ela disparou um terceiro tiro que feriu outro sargento da SS chamado Emmerich. 
Segundo Tabau, os tiros serviram como sinal para as outras mulheres atacarem os homens da SS; um homem da SS teve o nariz arrancado e outro foi escalpelado. No entanto, as contas variam: em algumas Schillinger e Emmerich são as únicas baixas. Os reforços foram convocados e o comandante do campo, Rudolf Höss, veio com outros homens da SS carregando metralhadoras e granadas. Segundo Filip Mueller, todas as pessoas que ainda não estavam dentro da câmara de gás foram cortadas por metralhadoras. Outros resultados mencionados são as mulheres judias sendo levadas para a câmara de gás, levadas para fora e executadas, ou Franceska tirando a própria vida com a pistola roubada. Devido a várias contas conflitantes, não está claro o que realmente aconteceu a seguir; as únicas coisas certas são naquele dia em que Schillinger morreu, Emmerich foi ferido e todas as mulheres judias foram mortas. 